# SWAT Kats
Ne doit pas être confondu avec SWAT Kats: The Radical Squadron.
SWAT Kats (SWAT Kats: The Radical Squadron) est une série télévisée d'animation américaine en 23 épisodes de 25 minutes, créée par Christian Tremblay et Yvon Tremblay, produite par Hanna-Barbera et diffusée entre le 11 septembre 1993 et 24 décembre 1994 sur TBS.
En France, la série a été diffusée sur Cartoon Network.

## Synopsis
L'action de la plupart des épisodes se déroulent à Megakat City, ville fictive peuplée uniquement de chats anthropomorphes. Et lorsqu'il y a dans cette mégapole un problème que la police ou l'armée ne peuvent résoudre, les SWAT Kats entrent en scène. Ces fameux SWAT Kats sont en réalité deux anciens soldats devenus mécaniciens, Jake « Razor » Clawson et Chance « T-Bone » Furlong, qui ont aménagé sous leur garage une base futuriste dans laquelle se trouve une salle d'entraînement et, bien sûr, le Turbokat, leur redoutable jet de combat. Razor et T-Bone combattent toujours leurs ennemis avec bravoure, se permettant même de leur lancer des quolibets lorsqu'ils le peuvent.

## Personnages

### Principaux héros
- Jake « Razor » Clawson : Razor est en quelque sorte le « meneur » du duo. Il est un brillant tacticien, et excelle au combat rapproché. C'est son goût du risque qui a causé son renvoi de la police, ainsi que celui de T-Bone. Officiellement, il tient un garage en compagnie de T-Bone.
- Chance « T-Bone » Furlong : Plus costaud que Razor, T-Bone est un as du pilotage et un combattant doué. Il a une haute opinion de lui-même, ce qui lui attire parfois des ennuis. Officiellement, il tient un garage en compagnie de Razor.
- Commandant Ulysse Feral : À l'instar des rapports entre Spiderman et Jonathan Jameson, les SWAT Kats, bien qu'étant considérés comme des héros (ce qu'ils sont) par les citoyens de Megakat City, se heurtent fréquemment à la mauvaise foi du commandant Ulysse Feral, le chef de police de Megakat City. Même si Razor et T-Bone préservent Megakat City de la destruction ou lui sauvent la vie, Feral trouvera toujours quelque chose à leur reprocher, ce qui ne l'empêche cependant pas de reconnaître à sa juste valeur le courage des deux héros. Feral aurait été celui qui a entraîné Razor et T-Bone, ce qui explique que ces derniers savent se battre et piloter des machines de guerre, Feral étant un bon soldat.
- Lieutenant Felina Feral : Nièce d'Ulysse Feral, Felina est cependant moins bornée que son oncle, et elle est clairement du côté de Razor et de T-Bone, allant jusqu'à tenir tête à Ulysse pour prendre leur défense. Il est à noter que Felina est dessinée selon un style plus « réaliste » que celui des autres personnages.
- Callie Briggs : Callie est la députée du maire de Megakat City. C'est une des plus grandes admiratrices des SWAT Kats.

### Principaux méchants
- Dark Kat : Méchant récurrent dans la série, Dark Kat est un stratège brillant et mystérieux qui semble être inspiré de Kingpin, un personnage des comics Marvel. Ses plans consistent principalement à détruire Megakat City pour ensuite rebâtir la ville selon sa volonté. Il échouera toujours, les SWAT Kats parvenant à chaque fois à contrecarrer ses plans.
- Elrod « Dr. Viper » Purvis : Elrod Purvis était un scientifique brillant qui, à la suite d'un accident, s'est retrouvé transformé en un monstre reptilien. Tout comme Dark Kat, il a pour ambition de prendre le contrôle de la mégapole.
- Mad Kat : Esprit dérangé d'un bouffon décédé au Moyen Âge ayant pris le contrôle du corps d'un comédien frustré, Mad Kat semble avoir été également inspiré d'un personnage de comics américains, Myxptlk. Ses projets étaient de se venger du « roi », de la « reine », du « chevalier » et du « bouffon » (respectivement : le maire Manx, Callie Briggs, Ulysse Feral et le fameux comédien avec qui il a fusionné), ces personnages ayant causé sa ruine au Moyen Âge.
- Mac et Molly Mange : Connus à Megakat City sous le nom de Metallikats (peut-être en référence à un groupe de Metal connu ?), Mac et Molly étaient deux criminels et acolytes du Dr. Kenrousch qui se sont noyés en voulant s'échapper à la nage de l'île-prison où ils étaient retenus. Un scientifique bienveillant et ignorant de leur passé de criminels a transféré les données contenues dans leurs cerveaux vers deux corps mécaniques, ressuscitant ainsi le couple criminel.
- Le Maître du passé : Le Maître du passé (The Pastmaster) est un mort-vivant ramené à la vie dans l'épisode pilote de la série. Il est de petite taille, et son corps est un squelette orange. Emprisonné dans un cercueil pendant des siècles, il a pour projet de ramener Megakat City au Moyen Âge, et de régner sur la ville.

### Autres personnages
- Manx : Monsieur Manx est le maire de Megakat City. C'est un homme naïf et bien portant qui se sent plus concerné par son image auprès des citoyens que par autre chose. Son arrière-grand-père était un héros de guerre.
- Ann Gora : La journaliste de la chaîne télévisée Kats Eye News. Elle couvre tous les événements se déroulant à MegaKat City, accompagnée de son cameraman. Elle a été sauvée plusieurs fois par les SWAT Kats et les considère comme des héros.
- Lieutenant-Commandant Steel : C'est un homme arrogant et opportuniste dont l'ambition est de remplacer Feral à la tête de la police de Megakat City.

## Épisodes

### Première saison (1993)
1. Le Maître du passé sonne toujours deux fois (The Pastmaster Always Rings Twice)
2. La Bactérie géante (The Giant Bacteria)
3. La Colère de Dark Kat (The Wrath of Dark Kat)
4. Nature destructive (Destructive Nature)
5. Les Metallikats (The Metallikats)
6. L'Épouse du Maître du passé (Bride of the Pastmaster)
7. La Nuit de Dark Kat (Night of the Dark Kat)
8. Titre français inconnu (Chaos in Crystal)
9. Titre français inconnu (The Ghost Pilot)
10. Titre français inconnu (Metal Urgency)
11. Titre français inconnu (The Ci-Kat-A)
12. Titre français inconnu (Enter the Madkat)
13. Chatastrophe (Katastrophe)

### Deuxième saison (1994)
1. Mutation de la ville (Mutation City)
2. Un Avenir brillant (Bright and Shiny Future)
3. Titre français inconnu (When Strikes Mutilor)
4. Razor sur le fil (Razor's Edge)
5. Titres français inconnus (Cry Turmoil / SWAT Kats Unplugged)
6. Titre français inconnu (The Deadly Pyramid)
7. Les Cavernes de l'horreur (Caverns of Horror)
8. Entre en éruption Volcanus ! / L'Origine du Dr. Viper (Volcanus Erupts! / The Origin of Dr. Viper)
9. Le côté obscur de SWAT Kats (The Dark Side of the SWAT Kats)
10. Improbables alliages (Unlikely Alloys)

## Distribution
| Personnages notables     | Voix originales | Voix françaises  |
| ------------------------ | --------------- | ---------------- |
| Chance Furlong/T-Bone    | Charlie Adler   | Philippe Dumond  |
| Jake Clawson/Razor       | Barry Gordon    | Franck Capillery |
| Calico « Callie » Briggs | Tress MacNeille | Claude Chantal   |
| Commandant Ulysse Feral  | Gary Owens †    | Patrick Préjean  |
| Felina Feral             | Lori Alan       |                  |
| Dark Kat                 | Brock Peters †  |                  |
| Dr. Viper                | Frank Welker    |                  |
| Zed                      | Charlie Adler   |                  |

## Commentaires
(août 2017).
Si vous disposez d'ouvrages ou d'articles de référence ou si vous connaissez des sites web de qualité traitant du thème abordé ici, merci de compléter l'article en donnant les références utiles à sa vérifiabilité et en les liant à la section « Notes et références ».
En pratique : Quelles sources sont attendues ? Comment ajouter mes sources ?
- La popularité de la série provient en partie de sa similitude avec d'autres cartoons de super-héros tels que Tortues Ninja.
- La fin de la série est notamment due au fait que la chaîne a un peu reproché aux créateurs la violence relative du cartoon qui encourageait les enfants à se battre les uns les autres. Ted Turner déclara néanmoins dans un numéro de 1995 d'Entertainment Weekly que leurs principaux dessins-animés (Les Jetson, Les Pierrafeu, Les Schtroumpfs, Scooby-Doo entre autres) n'avaient en aucun cas un caractère violent et incitant les enfants à se comporter de manière agressive.
- Un épisode spécial de la série en guise de fin a été diffusé sous le titre original de (Kats Eye News) A Special Report.
- Certains épisodes de ce dessin animé ont été annulés à divers stade de la production et n'ont ainsi jamais été diffusés car jamais terminés. Il y a par exemple The Curse of Kataluna (La Malédiction de Kataluna), Turmoil II: The Revenge ou encore Doctors of Doom.
- D'autres épisodes étaient seulement au stade du concept et ont été annulés très tôt dans la production, comme Cold War (Guerre froide) ou Blackout.
- En août 1995, un jeu vidéo SWAT Kats produit par Hudson Soft a été réalisé sur console Super Nintendo. C'est à ce jour le seul jeu vidéo existant mettant en scène Jake « Razor » Clawson et Chance « T-Bone » Furlong.